# Geopelia striata
La tortora zebrata (Geopelia striata (Linnaeus, 1766)) è un uccello della famiglia Columbidae, nativo del sud-est asiatico.

## Distribuzione e habitat
L'areale originario della specie comprende Brunei, Birmania, Cambogia, Thailandia, Malaysia, Indonesia, Singapore, Filippine.
È stata introdotta nel Laos, nel Qatar, in Madagascar, nelle isole Mascarene (Réunion e Mauritius), nelle isole Seychelles, nel Territorio britannico dell'Oceano Indiano, nell'arcipelago di Sant'Elena, Ascensione e Tristan da Cunha, nella Polinesia francese e negli Stati Uniti.